# Disputa territorial del archipiélago de Chagos
La disputa territorial del Archipiélago de Chagos es el litigio que la República de Mauricio y Reino Unido de Gran Bretaña e Irlanda del Norte sostienen por la soberanía del archipiélago de Chagos, este se encuentra en el océano Índico a 500 km al sur de las Maldivas. El archipiélago se encuentra desde 1965 bajo control del Reino Unido, que lo administra como uno de los que conforman el Territorio Británico del Océano Índico.
El 1 de octubre de 2024, el Reino Unido anunció que entregaría la soberanía de las Islas Chagos a Mauricio, sujeto a la finalización de un tratado, pero que se mantendrá la soberanía británica sobre la isla de Diego García (sede de una base naval estadounidense) durante 99 años debiendo pagar un alquiler anual por esta isla. El Reino Unido se ha comprometido a pagar reparaciones de daños a los chagosianos, expulsados ilegalmente del archipiélago entre 1965 y 1973. El acuerdo de transferencia se firmó el 22 de mayo de 2025, con la estipulación de que la isla de Diego García permanecería bajo administración británica durante al menos 99 años.

## Historia
Las islas fueron descubiertas por el navegante y explorador portugués Pedro de Mascarenhas en 1512. Las islas se mantuvieron deshabitadas hasta 1638 cuando fue colonizada por los neerlandeses que la nombraron Mauricio en honor del príncipe Mauricio de Nasáu. Debido a cambios climáticos, los ciclones y el deterioro del suelo fértil, los neerlandeses abandonaron las islas algunas décadas después. Los franceses controlaron las mismas durante el siglo XVIII y la nombraron Isla de Francia.
A pesar de ganar la batalla de Grand-Port, iniciada el 23 de agosto de 1810 en la que las fuerzas navales francesas al mando del comodoro Guy-Víctor Duperré vencieron a las fuerzas británicas comandadas por Nesbit Willoughby, los franceses fueron derrotados por los británicos al norte de la isla, en Cap Malheureux, un mes después, y el 6 de diciembre de 1810 Mauricio capituló ante el vicealmirante Albemarle Bertie. Ello significó la pérdida de la posesión a favor de los británicos y la posterior reversión de la isla a su nombre antiguo.
En 1888 Reino Unido separa a Mauricio británico y a Seychelles británico en dos colonias británicas separadas.
En 1954, el Reino Unido cedió la isla Tromelin a Francia. (Reclamada por Mauricio)
En 1965, el Reino Unido separó el archipiélago Chagos de Mauricio para crear el Territorio Británico del Océano Índico con la finalidad de utilizar esas islas con fines militares junto con los Estados Unidos que arrendó la isla Diego García durante 50 años (hasta 2016 y prorrogado hasta 2036). A pesar de que el gobierno colonial de Mauricio estuvo de acuerdo con dicha maniobra en ese momento, los posteriores gobiernos independientes han reclamado esas islas señalando que la separación fue ilegal a la luz del derecho internacional.
Mauricio consiguió la independencia en 1968 y se convirtió en una república dentro de la Commonwealth en 1992.

### Expulsión del pueblo chagosiano
La expulsión realizada por el Gobierno británico entre 1965 y 1973 como condición de Estados Unidos para arrendar y construir una base militar allí. Los chagosianos eran el pueblo originario del archipiélago y fueron forzados al abandono de sus hogares y de sus pertenencias; en ningún momento las autoridades coloniales británicas tuvieron en consideración, ni sus deseos, ni sus intereses.La mayoría de los deportados fueron enviados a Mauricio y Seychelles.

## ONU y la CIJ respecto a la disputa
La Asamblea General de Naciones Unidas decidió en junio de 2017 pedir a la Corte Internacional de Justicia que se pronunciara sobre el futuro de las islas, en una votación que se saldó con 94 votos a favor, 65 abstenciones y 15 en contra. Dos años después de la decisión de la Asamblea General de la ONU, en febrero de 2019, la Corte se expresó en su fallo contra Reino Unido que debe poner fin "lo más rápidamente posible" a su administración del archipiélago de Chagos, al considerar que no fue separado de forma adecuada de Mauricio tras su descolonización. El 3 de octubre de 2024, el Reino Unido y Mauricio anunciaron conjuntamente que se había llegado a un acuerdo para resolver la disputa, transfiriendo la soberanía del Territorio Británico del Océano Índico a Mauricio a cambio de que el Reino Unido y Estados Unidos retengan el control durante los próximos 99 años de la base militar Diego García, la isla más grande del territorio.
El 29 de mayo de 2025 se celebró una mesa redonda en Mauricio. El debate en esta mesa redonda tenía como objetivo desarrollar un programa que permitiese a una delegación mauriciana viajar al archipiélago de Chagos para izar la bandera mauriciana. Este será un paso simbólico hacia la finalización del acuerdo de restitución con Reino Unido.

## Disputa marítima entre Mauricio y Maldivas
La República de Maldivas tiene una disputa con Mauricio con respecto al límite de su Zona Económica Exclusiva y la ZEE del Archipiélago de Chagos.  En junio de 2019, Mauricio inició un procedimiento arbitral contra Maldivas en el Tribunal Internacional del Derecho del Mar (“ITLOS”) para delimitar su frontera marítima entre Maldivas y el archipiélago de Chagos. Entre sus objeciones preliminares, Maldivas argumentó que existía una disputa de soberanía sin resolver entre Mauricio y el Reino Unido sobre el archipiélago de Chagos, que quedaba fuera del alcance de la jurisdicción de ITLOS. El 28 de enero de 2021, la ITLOS concluyó que la disputa entre el Reino Unido y Mauricio ya había sido resuelta de manera determinante por la Opinión Consultiva anterior de la CIJ y que, por lo tanto, no existía ningún obstáculo a la jurisdicción.  El ITLOS rechazó las cinco objeciones preliminares de Maldivas y determinó que las reclamaciones de Mauricio son admisibles, el mismo día el Tribunal dictaminó que el Reino Unido no tiene soberanía sobre el archipiélago de Chagos y que Mauricio es soberano allí. El Reino Unido disputa y no reconoce la decisión del Tribunal.